# نيلس كريستي
نيلس كريستي (بالنرويجية: Nils Christie )‏ (و. 1928 – 2015 م) هو عالم جريمة، وعالم اجتماع، وبروفيسور، وكاتب غير روائي نرويجي، ولد في أوسلو، وكان عضوًا في الأكاديمية النرويجية للعلوم والآداب، والأكاديمية الملكية السويدية للعلوم، توفي في أوسلو، عن عمر يناهز 87 عاماً.

## جوائز
حصل على جوائز منها:
- Prices of the Norwegian Association of Sociology  [لغات أخرى]‏ (2005)
- Fridtjof Nansen Award for outstanding research, historical-philosophical class  [لغات أخرى]‏ (2001)
- جائزة فريت أورد [الإنجليزية]‏ (2001).